# Nordossetische Autonome Sozialistische Sowjetrepublik

Nordossetien-Alanien

Die Nordossetische Autonome Sozialistische Sowjetrepublik (russisch Северо-Осетинская Автономная Советская Социалистическая Республика) war eine Autonome Sozialistische Sowjetrepublik (ASSR) in der Russischen Sozialistischen Föderativen Sowjetrepublik (RSFSR) innerhalb der Sowjetunion. 

## Geschichte
Die Nordossetische ASSR bestand von 1924 bzw. 1936 bis 1991. Die Hauptstadt war Wladikawkas, die zeitweilig Dsaudschikau oder Ordschonikidse genannt wurde. In dem 8.000 Quadratkilometer großen Gebirgsland im nördlichen Kaukasus leben heute etwa 700.000 Menschen (um 1950: ca. 286.000). Bei Sadon wird Blei und Zink abgebaut. Nach dem Ende der UdSSR behielt die Region ihren Status bei und ist seitdem als Republik Nordossetien-Alanien Teil Russlands.
Am 7. Juli 1924 entstand das „Nordossetische Autonomiegebiet“ im Bereich der Russischen Föderation mit Sitz in Wladikawkas, welches mit der Verfassung von 1936 am 5. Dezember 1936 in Nordossetische Autonome Sozialistische Sowjetrepublik umbenannt wurde.